# ЦСКА Москва
 Тази статия е за спортният клуб.  За други значения вижте ЦСКА (Москва) (значения).  
ЦСКА (Москва) (Централен спортен клуб на армията, на руски: Центральный спортивный клуб Армии, пълно име: Федерално държавно учреждение на Министерството на отбраната на Руската федерация Централен спортен клуб на армията, на руски: Федеральное государственное учреждение Министерства обороны Российской Федерации Центральный спортивный клуб Армии) е основен руски спортен клуб от Москва. Клубът води началото си от 1901, когато група скиори се отделят от московския спортен клуб и създават ОЛЛС. Освен ски, в клуба се развиват бокс, лека атлетика, а от 1911 и футбол. За рождена дата на спортен клуб ЦСКА Москва се счита 29 април 1923, когато на базата на ОЛЛС е образуван армейският отбор ОППВ.
В ЦСКА тренират също така и много елитни фигуристи, като Екатерина Гордеева и Сергей Гринков. Световната шампионка по гимнастика Елена Мухина, също е член на клуба. В ЦСКА тренира и олимпийският и европейски шампион по висок скок Андрей Силнов.
Клубът е активен в повече от 40 различни спорта, и има 463 олимпийски шампиона за СССР и Русия, 11000 в локалните съветски и руски шампионати и 2629 златни медалисти в европейски и световни първенства.

## История
През 1953-1960 година клубът носи името ЦСК МО (Централен спортен клуб на Министерството на отбраната). Единственият треньор, водил отбора е Борис Аркадиев. Той играе в схема 3-3-4, с което помага на ЦСК МО да вземат бронзовите медали в първенството на СССР. През сезон 1959 тимът заема 9-о място, но записва престижна победа в контрола срещу френския Стад дьо Реймс с 3:0. През 1960 е преименуван на ЦСКА Москва.

## Инфраструктура
ЦСКА Москва използва спортна база в селището Ватутинки край Москва. Тя е построена през 1977 г. като военна база, а през 1983 г. е преустроена в спортно-учебна база. Разполага с басейн, гимнастически зали и конюшня. Има 4 футболни терена: 3 от тях са с обикновени размери (вкл. 1 с изкуствено покритие), а 4-тият е малък и се използва от детски и юношески формации. През 2003 футболните полета са ремонтирани и модернизирани.

## Спортни отбори към ЦСКА

### Настоящи
- Хокей на лед – ХК ЦСКА (Москва).
- Баскетбол – ПБК ЦСКА (Москва).
- Футбол – ПФК ЦСКА (Москва), ЖФК ЦСКА (Москва)
- Футзал – МФК ЦСКА Москва.
- Плажен футбол – ПФК ЦСКА (Москва) (плажен футбол)
- Хандбал – Чеховские медведи

### В миналото
- Волейбол – ВК ЦСКА (Москва).
- Хокей с топка – ХК ЦСКА (Москва) (хокей с топка)

## Алея на славата на ЦСКА
На 29 април 1983 е открита алея на славата на ЦСКА по случай 60 години от основаването на спортния клуб. В нея са изложени бронзовите бюстове на следните спортисти, треньори и спортни деятели:
- Олег Белаковский – основател на медицинската служба на ЦСКА
- Всеволод Бобров – футболист и хокеист. Заслужил майстор на спорта и заслужил треньор на СССР.
- Анатолий Богданов – заслужил майстор на спорта и заслужил треньор по спортна стрелба
- Юрик Варданян – заслужил майстор на спорта по тежка атлетика
- Юрий Власов – заслужил майстор на спорта по тежка атлетика
- Аркадий Воробьов – заслужил майстор на спорта по тежка атлетика, заслужил треньор на СССР
- Александър Гомелский – треньор на ПБК ЦСКА Москва, 11 кратен шампион на СССР по баскетбол и европейски клубен шампион с ЦСКА
- Евгений Гришин – заслужил майстор на спорта по конен спорт и колоездене
- Александър Завянов – заслужил майстор на спорта по ски бягане
- Виктор Капитонов – заслужил треньор на СССР по колоездене
- Анатолий Карпов – дванадесети световен шампион по шахмат
- Виктор Кровопусков – заслужил майстор на спорта по фехтовка
- Владимир Крузин – заслужил майстор на спорта и заслужил треньор по ски бягане
- Владимир Куц – заслужил майстор на спорта по лека атлетика
- Борис Михайлов – заслужил майстор на спорта и треньор по хокей
- Александър Рагулин – заслужил майстор на спорта по хокей
- Ирина Роднина – заслужил майстор на спорта по фигурно пързаляне
- Анатолий Рощин – заслужил майстор на спорта по класическа борба
- Владимир Салников – заслужил майстор на спорта по плуване
- Юрий Седих – заслужил майстор на спорта по лека атлетика
- Анатолий Тарасов – заслужил майстор на спорта и заслужил треньор на СССР по хокей
- Виктор Тихонов – заслужил треньор на СССР по хокей
- Владислав Третяк – заслужил майстор на спорта по хокей
- Юрий Чесноков – заслужил майстор на спорта, заслужил треньор на СССР по волейбол
- Вячеслав Фетисов – заслужил майстор на спорта и треньор по хокей

## Български футболисти
- Георги Миланов: 2013/18 - (99 мача - 5 гола)